# Festa de la Poma
La Festa de la poma o Fira de la poma és una de les tres festes locals (Sant Roc i Festa Major) de la localitat de Barbens, localitzada a la comarca del Pla d'Urgell. És una de les festes més destacades de la comarca.
Aquesta festa se celebra des del 1984 durant la segona setmana d'octubre i dura des del 14 d'octubre fins al 17 d'octubre. El seu objectiu és promoure aquesta fruita, que és el conreu principal de la zona,i recull tot tipus d'activitats, com ara exposició de varietats de pomes i d'altres fruites i productes hortícoles, així com de maquinària agrícola. També es programen jornades tècniques sobre la poma, així com competicions esportives com el Correpoma, o bé de caràcter cultural i festiu. En aquesta celebritat es fan moltes activitats per a tota mena d'edat, des dels més grans de la casa fins als més menuts del poble.

## Activitats
En la Festa de la Poma es fan diverses activitats com ara:
- Correpoma: Cursa popular del poble que es fa al carrer principal on participen des dels petits (cigronets) fins als grans. (senior)
- Partit Inaugural de la lliga de futbol sala: Aquest partit defineix el començament de la temporada per a l'equip local.
- Parades de venta artesanal: Diverses persones munten les seves parades per a vendre articles fets a mà. Acostumen a ocupar la zona de la plaça de l'Ajuntament de Barbens i al Carrer Major.
- Sopar Popular de Germanor al Poliesportiu: Tot el poble s'uneix a un sopar per celebrar la Festa de la Poma.
- Concert Vermut: Aquest concert acostuma a ser el dissabte i acostumen a portar a algun cantant de la zona. Aquest any 2022 vindrà Lo Pau de Ponts.
- Mossegapoma: Durant el cap de setmana hi hauran palets plens de pomes per a que els turistes gaudeixin de la poma de Barbens.
- Exposició d'art: Durant el dissabte, la gent del poble va a la galeria d'art Josep Aragonés Zafra.
- Concert d'una orquestra: Cada any per tancar la festa de la poma, a la sala polivalent del poble es fa un concert amb una orquestra.
- Firetes: Cada any a Barbens per la Festa de la Poma, al carrer principal del poble fiquen parades d'atraccions per als joves del poble.